# Японская оккупация островов Гилберта

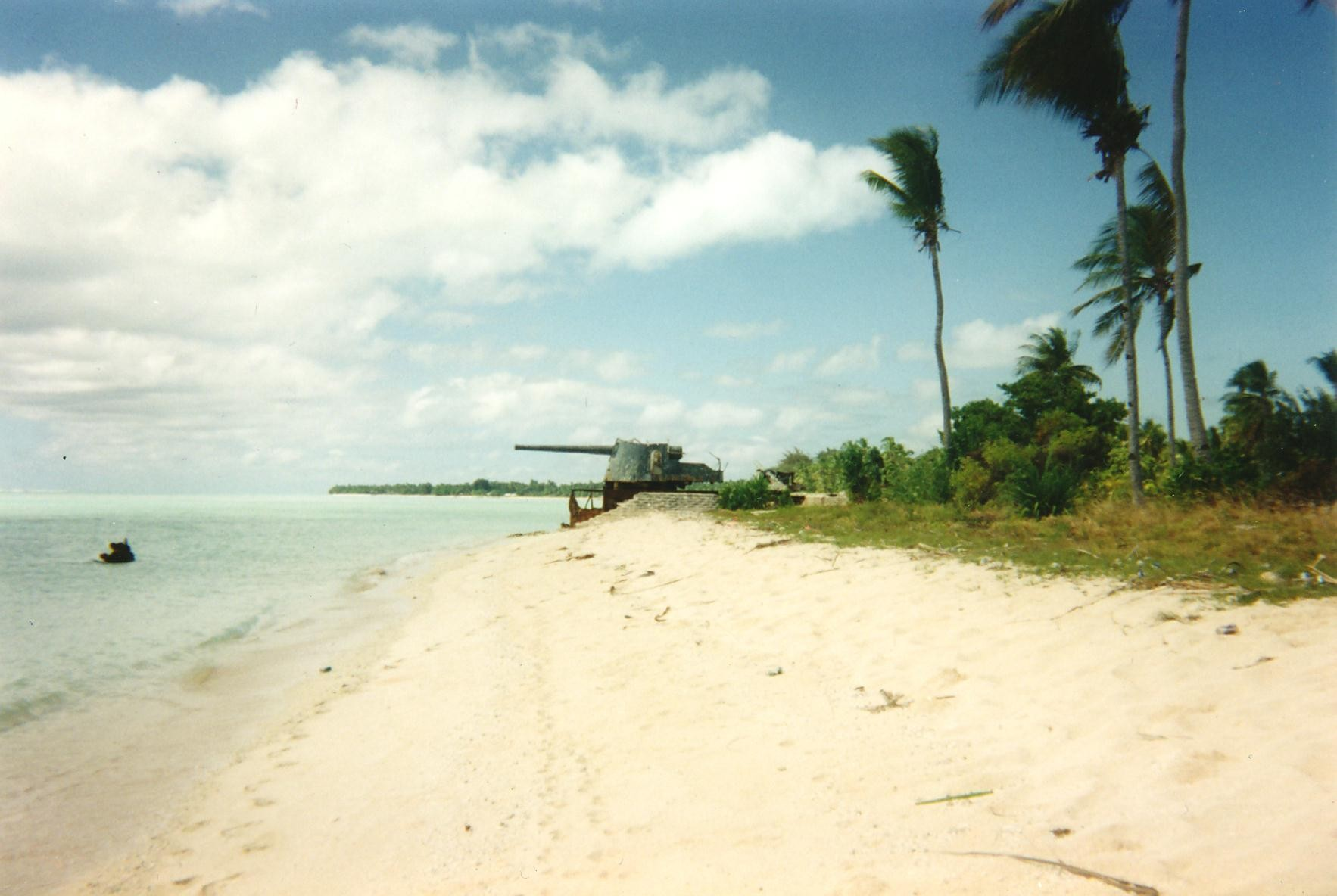
Японские укрепления на атолле Тарава (1996 год)

Японская оккупация островов Гилберта (яп. 日本のギルバート諸島攻略) — период истории архипелага Гилберта и острова Банаба во время Второй мировой войны.
До Второй мировой войны Острова Гилберта и Эллис были коронной колонией Великобритании, включая архипелаги Гилберта, Эллис и остров Оушен, а с 1937 года и архипелаг Феникс, за исключением кондоминиума Кантон и Эндербери (с 1939 года).
29 ноября 1941 года началась операция Ги для Четвёртого японского флота. Флагманским кораблём был минный заградитель Okinoshima, также участвовали минные заградители Tsugaru, Tenyo Maru и крейсер Tokiwa. Воздушное прикрытие обеспечивала военно-морская авиагруппа Chitose. 2 декабря 1941 года Okinoshima получила сигнал «Поднимитесь на гору Ниитака 1208», означавший, что военные действия начнутся 8 декабря.
В день нападения на Перл-Харбор японские военные силы погрузились на борт минного заградителя Okinoshima под командованием адмирала Киёхидэ Сима в рамках операции Ги. 9-10 декабря японским десантом были захвачены атоллы Макин и Тарава, а 24 декабря — Абаианг. В начале операции на Тараве японцы окружили европейцев, уведомив их, что те не могут покинуть атолл без разрешения командующего флотом Киёхидэ Симы, после чего уничтожили все  транспортные средства, разгромив станцию Бернс-Филп.
Во время рейда на Макин 17–18 августа 1942 года  американской высадке противостоял 71 вооруженный человек во главе с офицером Кюдзабуро Канемицу и два гражданских лица, выступавших в качестве переводчика и гражданского администратора. Это событие заставило японцев переправить новые войска и возвести на атолле укрепления. 31 августа японцам удалось захватить атолл Абемама, а в сентябре захватить несколько атоллов южнее вплоть до Таманы. Действия японцев вынудили 2 октября 1942 года американские войска высадиться на островах Эллис и начать строительство аэродромов на Фунафути, Нукуфетау и Нанумеа в качестве баз  для операций против японской оккупации на островах Гилберта и Маршалловых островах.
20-23 ноября 1943 года состоялась битва за Тараву, основные события происходили на атолле Бетио. Около 35000 американских военных встретили сопротивление всего 2600 японских военных и 2200 строительных рабочих, половина из которых были из Кореи. Потери у американцев составили около 1700 человек, с японской стороны погибли почти 4700 человек, лишь 146 человек попали в плен (17 японцев и 129 корейцев). Одновременно состоялась битва за атолл Макин. Из 6470 американцев погибло более 800, с японской стороны в обороне участвовали 400 солдат и 400 рабочих, из них погибло 395, в плен попали 3 японца и 120 корейцев. C освобождением Таравы и Макина практически завершилась японская оккупация островов Гилберта. Мелкие остатки японских сил уже практически не оказывали сопротивления.
Японская оккупация острова Оушен (ныне Банаба) сложилась иначе. Японские войска оккупировали остров  только 26 августа 1942 года. Сирил Картрайт, исполнявший обязанности резидента-комиссара колонии островов Гилберта и Эллис на острове Оушен был задержан, после чего подвергался жестокому обращению и умер от недоедания 23 апреля 1943 года. Все жители острова, кроме 140-160 человек, были переселены на Науру и другие острова. 20 августа 1945 года оставшиеся жители были уничтожены японцами, спастись удалось лишь одному человеку. На следующий день австралийские войска отвоевали остров у японцев. После войны восемь японских военных были казнены за эту резню.